# Amarás a tu prójimo
Amarás a tu prójimo fue una telenovela mexicana del año 1973 producida por Valentin Pimstein y dirigida por Rubén Broido y Luis Vega. Fue protagonizada por David Reynoso y Luz María Aguilar y contó con Xavier Marc, Miguel Córcega y Silvia Derbez.

## Reparto
- David Reynoso
- Luz María Aguilar
- Miguel Córcega
- Xavier Marc
- Silvia Derbez
- Julio Monterde
- Miguel Suárez Arias
- Guillermo Orea
- Nerina Ferrer

- Datos: Q16301190